# 冰島足球協會
冰島足球協會（簡稱），是冰島的足球主管團體，總部設於雷克雅維克，負責組織冰島各級別足球聯賽（最高級別是冰島足球超級聯賽）及各級別男女子冰島國家足球隊。

## 歷届主席
自2017年起：
- 古尼·伯格森（英语：Guðni Bergsson） (2017–2021)[1]
- 万达·西古尔盖斯多蒂（英语：Vanda Sigurgeirsdóttir） (2021–2024)[2]
- 托瓦尔杜尔·奥尔利格森（英语：Þorvaldur Örlygsson） (2024–)[3]

## 外部連結
- 官方网站  （冰岛语）
- Iceland（页面存档备份，存于） at FIFA site
- Iceland（页面存档备份，存于） at UEFA site